# کریسمس کوچک راحت
«کریسمس کوچک راحت» تک‌آهنگی از هنرمند اهل آمریکا کیتی پری است که در ۱۵ نوامبر ۲۰۱۸ منتشر شد. این ترانه در چارت بزرگسالان آمریکا به رتبه یک دست یافت.